# Ракицкий, Данила Сергеевич
Данила Сергеевич Ракицкий (род. 8 февраля 2007 года, Прокопьевск, Кемеровская область) — российский тайский боксер. Чемпион России 2025 года в весовой категории до 48 кг.

## Биография
Начал свою карьеру в 12 лет под руководством своего первого тренера Александра Вежеватова в Прокопьевске. В октябре 2021 года стал финалистом кубка России среди юношей до 15 лет в весе до 38 кг. В апреле 2022 года впервые взял бронзовую медаль на первенстве России среди юношей (до 15 лет) в весовой категории до 40 кг. В конце июля 2023 года выиграл первенства России среди юношей до 17 лет в Тюмени и отобрался на первенства мира в Турции, где он стал третьим. В 2024 году выиграл первенство России до 23 лет в весе до 45 кг. В июне 2024 года представлял Россию на первенстве мира в Греции, где добыл серебряную медаль. В феврале 2025 года впервые стал чемпионом России среди взрослых.

## Спортивные достижения
- Первенство России среди юношей 2022 — ;
- Первенство России среди юношей 2023 — ;
- Первенство мира среди юношей 2023 — ;
- Первенство России до 23 лет 2024 — ;
- Первенство мира до 23 лет 2024 — ;
- Чемпионат России 2025 — ;